# Wake up!
『Wake up!』（ウェイク アップ）は、AAAの41枚目のシングル。2014年7月2日にavex traxから発売された。

## 概要
- 前作『SHOW TIME』から約4か月での発売となる。表題曲「Wake up!」はフジテレビ系アニメ『ONE PIECE』の主題歌として書き下ろされたもの[1]
- ジャケットA、C（ONE PIECE盤）・ジャケットB、D（AAA盤）の4形態で発売。
- ツアー会場限定盤としてダウンロードミュージックカード全7種が発売。
- ジャケットB、D（AAA盤）には8種中1種のトレーディングカードが封入される。
- ジャケットA（ONE PIECE盤）はワンピース絵柄EPサイズ紙ジャケット仕様。ジャケットC（ONE PIECE盤）には7枚が両面印刷、1枚が片面印刷された絵柄8枚セットのアザージャケットが封入される。
- 本作はmu-mo盤が発売されなかった。また、Think about AAA Anniversaryも収録されていない。
- カップリング曲「風に薫る夏の記憶」はミュージックビデオも制作されており、同年10月1日発売の9枚目のオリジナルアルバム『GOLD SYMPHONY』のDVDに収録されている。本シングルには収録はされていない。
- 日本レコード協会のゴールド等認定で、音楽配信10万件を超えるゴールドに認定された。AAA関連作品では、9作目のゴールド認定となった。

## 収録内容

### ジャケットA（ONE PIECE盤）
CD
1. Wake up! (3:45)
（作詞：leonn / Rap詞：Mitsuhiro Hidaka / 作曲・編曲：日比野裕史）
ラップのリリックは『ONE PIECE』のモチーフやオマージュではなく、完全にONE PIECEの事だけで構成したといい、あからさまな海賊であることをトレジャーハンターなどのラインでリスペクト故に引用した[1]。
2. 風に薫る夏の記憶 (5:08)
（作詞：森月キャス / Rap詞：Mitsuhiro Hidaka / 作曲：大西克巳 / 編曲：清水武仁）
3. Wake up! (Instrumental) (3:45)
4. 風に薫る夏の記憶 (Instrumental) (5:05)

DVD
1. Wake up! (Music Clip)
2. Wake up! (Music Clip Making)

### ジャケットB（AAA盤）
CD
1. Wake up!
2. 風に薫る夏の記憶
3. Wake up! (Instrumental)
4. 風に薫る夏の記憶 (Instrumental)

DVD
1. Wake up! (Music Clip)
2. Wake up! (Music Clip Making)

### ジャケットC（ONE PIECE盤）
CD
1. Wake up! (3:45)
2. 風に薫る夏の記憶 (5:08)
3. ウィーアー! (4:10)
(作詞：藤林聖子 / 作曲：田中公平 / 編曲：ats-)
4. Wake up! (Instrumental) (3:45)
5. 風に薫る夏の記憶 (Instrumental) (5:08)
6. ウィーアー! (Instrumental) (4:07)

### ジャケットD（AAA盤）
CD
1. Wake up!
2. 風に薫る夏の記憶
3. ウィーアー!
4. Wake up! (Instrumental)
5. 風に薫る夏の記憶 (Instrumental)
6. ウィーアー! (Instrumental)

### イベント会場限定盤
種類は7種(絵柄のメンバーが違い収録曲は全く変わらない)
ミュージックカード
1. Wake up!

## カバー
- Poppin'Party［戸山香澄（愛美）］ - ゲーム『バンドリ! ガールズバンドパーティ!』に収録（2018年12月31日追加[2]）。